# Ricardo Tozzi
Ricardo Tozzi (Campinas, 18 de agosto de 1975) es un actor brasileño.

## Filmografía

### Televisión
| Año  | Título                      | Personaje                                       |
| ---- | --------------------------- | ----------------------------------------------- |
| 2005 | Bang Bang                   | Dr. Harold Phinter                              |
| 2006 | A Diarista                  | Geílson                                         |
| 2006 | Pé na Jaca                  | Primo Cândido (Cândido Fortuna Botelho Bulhões) |
| 2007 | Malhação                    | Fábio Mancini                                   |
| 2007 | Casos e Acasos              | Freitas                                         |
| 2008 | Casos e Acasos              | Rodrigo                                         |
| 2008 | Casos e Acasos              | Renan                                           |
| 2008 | Dicas de Um Sedutor         | Paulo                                           |
| 2008 | Guerra e Paz                | Amílcar                                         |
| 2009 | India, una historia de amor | Komal Meetha                                    |
| 2010 | S.O.S. Emergência           | Márcio                                          |
| 2010 | A Vida Alheia               | Flávio Zanca                                    |
| 2011 | Insensato corazón           | Douglas Batista                                 |
| 2012 | Dercy de Verdade            | Vito Tadei                                      |
| 2012 | Encantadoras                | Inácio Paixão / Fabian Brunini                  |
| 2013 | Rastros de mentiras         | Thales Brito                                    |
| 2014 | Hombre nuevo                | Herval Domingues / Luiz Edmundo Diniz           |
| 2015 | Tomara que Caia             | Varios personajes                               |
| 2016 | A Lei do Amor               | Augusto                                         |